# Религия в Грузии
Религия в Грузии (2014)
 Православие (83,4 %) Ислам (10,7 %) Армянская апостольская церковь (3,9 %) Католицизм (0,8 %) Иное (1,2 %)
Религия в Грузии — совокупность религиозных убеждений, свобода на исповедание которых закреплена для граждан Грузии в Конституции страны.
7 июля 2011 года Парламент Грузии в третьем чтении принял поправки к гражданскому кодексу, дающие возможность любым религиозным организациям, имеющим официальный статус хотя бы в одном из государств-членов Совета Европы, получить в Грузии юридический статус («субъекта публичного права»). За внесение поправок в гражданский кодекс проголосовали все 70 депутатов от правящей партии «Единое национальное движение», а оппозиционные партии бойкотировали голосование. При этом один из депутатов Давид Дарчиашвили прокомметировал решение Парламента следующим образом: «Мы приняли это решение, поскольку строим светское, демократическое государство».
Решение парламентариев, уравнивающее в правах все религиозные конфессии, вызвало недовольство иерархов Грузинской православной церкви и Патриарха Илии II на специальном заседании Священного Синода от 11 июля, охарактеризовавших данное решение законодательного органа как «наносящее ущерб национальным интересам Грузии и Грузинской православной церкви».
С 2014 года в Грузии начало свою деятельность Государственное агентство по религиозным вопросам, возглавил которое Заза Вашакмадзе (заместитель Лела Джеджелава). В задачи агентства, созданном при институте премьер-министра Грузии, входит осуществление информационной, рекомендательной, исследовательской и просветительской деятельности, для последующего предоставления её результатов правительству Грузии.

## Христианство в Грузии

### Православие

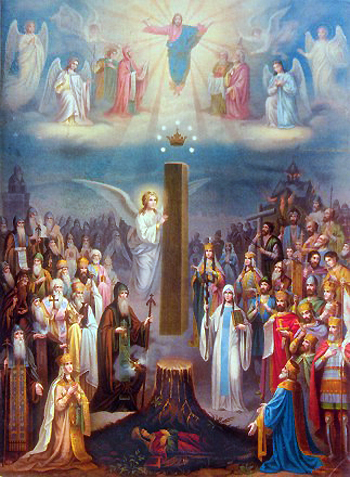
Православие является основной религией в Грузии. На иконе работы Михаила Сабинина изображена история Грузинской православной церкви, которая и по сей день признана религией большинства населения страны.

К Грузинской православной церкви принадлежит большинство населения Грузии, исповедующее православие.
До принятия закона 2011 года, предоставляющего всем религиозным деноминациям право юридического лица, Грузинская православная церковь имела определённые преимущества в силу заключённого в 2001 году с правительством конкордата о привилегиях.
На большие православные праздники в Грузии имеет место практика помилования заключённых, содержащихся в тюрьмах.
На территории страны действуют около двух десятков старообрядческих общин, юрисдикционно относящихся как к Русской православной старообрядческой церкви в Румынии (Зугдийская епархия), так и Русской Древлеправославной церкви. 

### Армянская церковь
На территории Грузии, по последним данным, проживает около 250 тыс. армян, вероисповедно относящихся к группе Древневосточных православных церквей. Католикос всех армян Гарегин II неоднократно поднимал вопрос о возобновлении богослужений в шести армянских храмах (пять из них находятся в Тбилиси и один — на юге страны). Патриарх Илия II заявил, что требования Гарегина II будут удовлетворены «только после того, как грузинская епархия в Армении получит тот же статус и ей будут переданы несколько церквей на севере Армении».
Отмечаются случаи вандализма в отношении армянских храмов на территории Грузии, участившиеся после принятия закона 2011 года о свободной регистрации религиозных деноминаций.

### Католицизм
Численность католиков в Грузии составляет около 100 тысяч человек (2 % от общей численности населения).

### Протестантизм
Первыми протестантами на территории современной Грузии были немцы-лютеране, которые стали селиться в крае, начиная с 1817 года. В 1867 году в Тифлисе бывший молоканин Никита Воронин был перекрещён по баптистскому обряду, став первым русским баптистом. С 1904 года свою проповедь в Грузии ведут адвентисты. Ок. 1929 года в Грузии возникла первая пятидесятническая церковь.
В настоящее время в стране проживают, по разным оценкам, от 20 до 34 тыс. протестантов и прихожан свободных не деноминационных церквей. Самые крупные группы из них представляют пятидесятники (12,3 тыс.) и баптисты (10 тыс.).

## Ислам
Ислам является второй по величине религией на территории современной Грузии. По данным переписи населения 2002 года ислам исповедовали более 9% населения страны (около 0,4 млн чел.)

## Иудаизм
В грузинской исторической традиции основным является мнение, что первые евреи прибыли в Грузию после завоевания Иерусалима Навуходоносором в 586 году до н. э..